# Francesco Bonazza
Francesco Bonazza (Venezia, 1695 circa – Venezia, 1770) è stato uno scultore italiano.

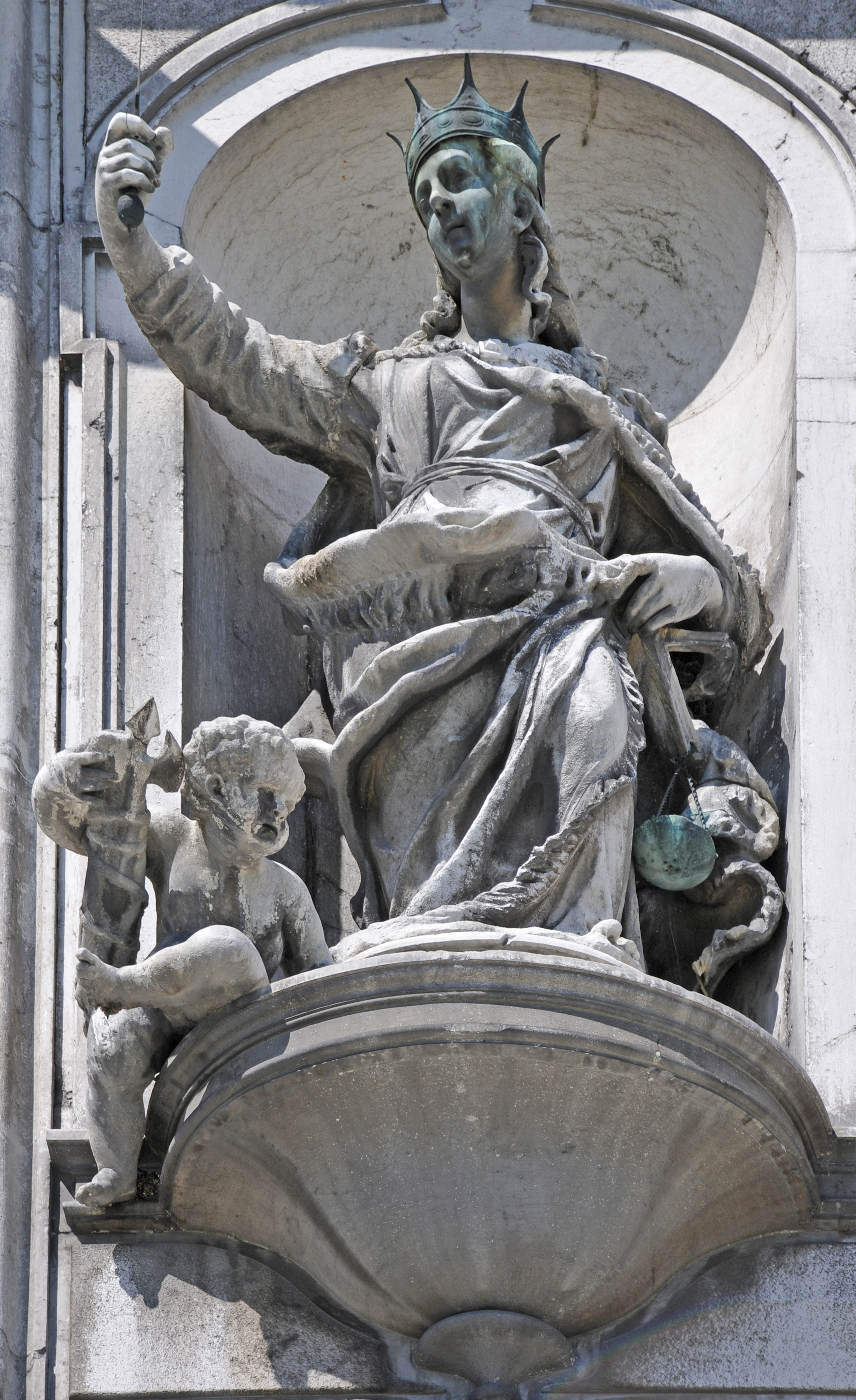
Allegoria della Giustizia di Bonazza sulla facciata della Chiesa dei Gesuati a Venezia

Nacque in una famiglia di artisti: figlio di Giovanni e di una Maddalena da Treviso detta "Tartaglia", era fratello maggiore di Tommaso e Antonio.
È attestato a partire dal 1726, quando venne pagato per due statue si San Marco realizzate per il Ponte Nuovo alla Giudecca. Nel 1739 è nell'elenco degli appartenenti alla fraglia dei tagliapietra.
Attorno al 1730 realizzò l'altorilievo con l'Angelo che appare in sogno a Giuseppe per la cappella del Rosario ai Santi Giovanni e Paolo. Poiché in quest'opera compare solo la sua firma (mentre il padre e i fratelli lavoravano ad altri due rilievi), si può ritenere che il Bonazza avesse una propria bottega.
Nel 1734 fu pagato per le decorazioni della facciata della chiesa dei Gesuati e per lo stesso edificio realizzò, due anni dopo, una statua della Giustizia. Frattanto si occupava anche delle decorazioni della facciata dei Gesuiti.
A Padova realizzò le statue delle quattro virtù cardinali e dell'Immacolata (quest'ultima sorge ora su una colonna in piazza Garibaldi) per la chiesa di Santa Margherita. Altre opere non datate si trovano nella parrocchiale di Vallenoncello (San Michele arcangelo e Tobiolo e l'angelo) e nell'oratorio di villa Pastega-Manera a Catena (Visitazione, forse il lavoro più pregevole, e due angeli). 
Secondo Pietro Brandolese, si distinse anche come incisore di cammei, mosaicista e pure come pittore, ma non sono state identificate opere in questi ambiti. Qualcuno ricorda una mediocre tela nella chiesa di Santa Giustina di Rovigo, demolita nel 1808.